# Festa junina na Bahia
São conhecidas como festas juninas na Bahia as festas realizadas durante o mês de junho nos municípios baianos, particularmente as festas de Santo Antônio, São João e São Pedro. É, juntamente com o Carnaval, um dos mais importantes eventos festivos populares realizados no estado.
Possui como característica marcante a interiorização, já que é comemorado em todos os 417 municípios baianos, embora municípios como Amargosa, Santo Antônio de Jesus, Cruz das Almas, Ibicuí, Jequié e Senhor do Bonfim se destaquem. Alguns municípios são conhecidos pela guerra de espadas, tradição proibida devido ao alto índice de acidentes.
Estima-se que, devido à pandemia de COVID-19 na Bahia e o cancelamento dos festejos, o estado deixou de arrecadar na ordem de milhões de reais em tributos.